# Acquafredda
Acquafredda (brescià: Aivazelada) és un municipi italià de la província de Brescia, a la regió de Llombardia.